# Penis der Säugetiere

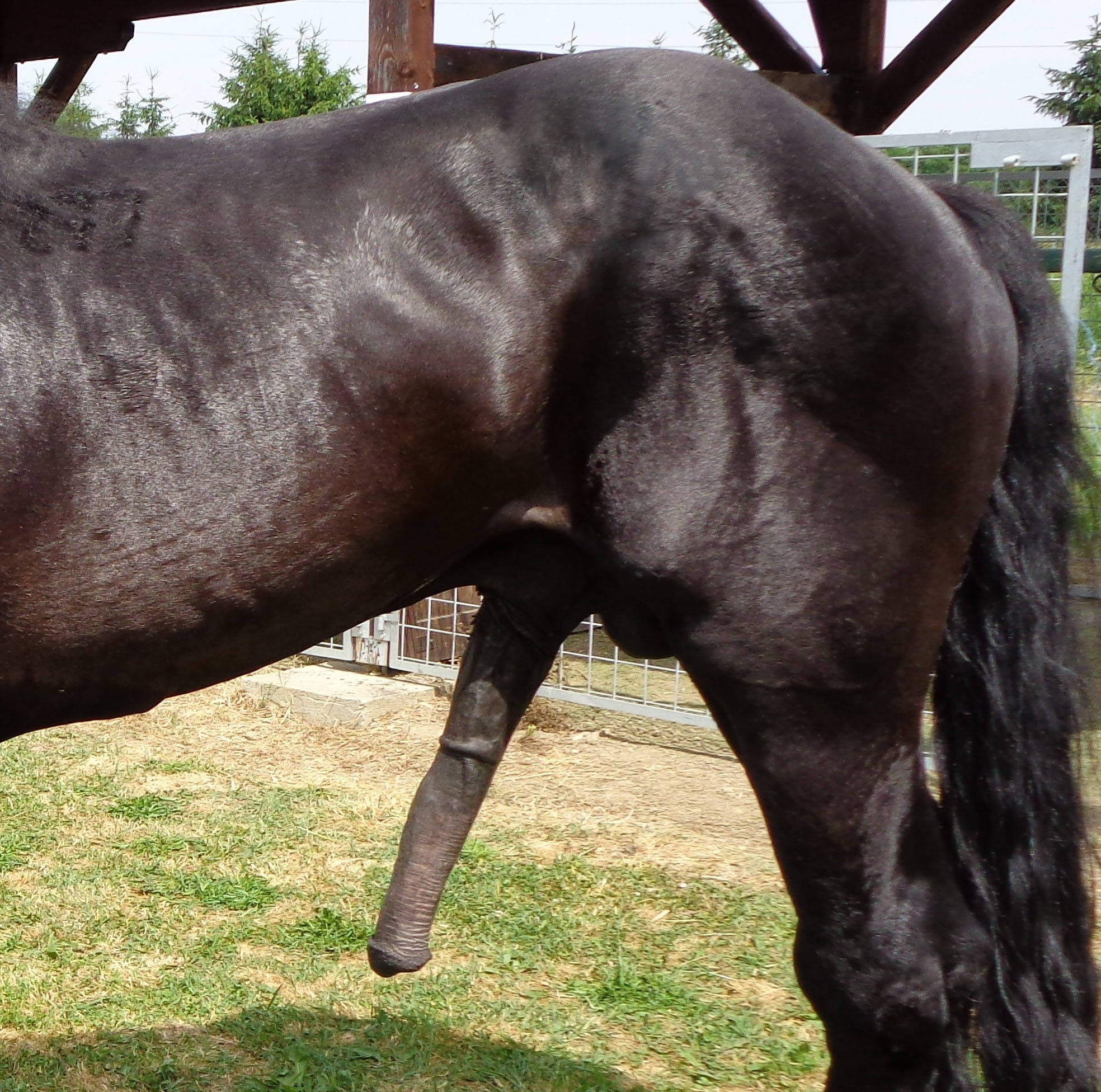
Penis des Pferdes

Der Penis der Säugetiere (indogerman. Wortstamm, lat. penis „Schwanz“, vgl. griechisch πέος) ist neben dem Hodensack eines der äußeren männlichen Geschlechtsorgane der Säugetiere. Weitere Bezeichnungen dafür sind Zagel (veraltet) und Glied oder – für den erigierten („ausgeschachteten“) Zustand – der Phallus. Eine vor allem bei Hunden verwendete Bezeichnung lautet Rute. Fachsprachlich heißt der Penis auch Membrum virile (lateinisch für männliches Glied). Der Penis ist das männliche Begattungsorgan und dient außerdem der Ausscheidung des Harns.
Der Penis und die weibliche Klitoris (Kitzler) gehen entwicklungsgeschichtlich gesehen auf dieselbe Anlage, den Genitalhöcker, zurück.
Den größten Penis der Säuger und im Tierreich hat mit bis 3 Metern Länge der Blauwal. Der anatomische Aufbau variiert zwischen den einzelnen Tiergruppen.

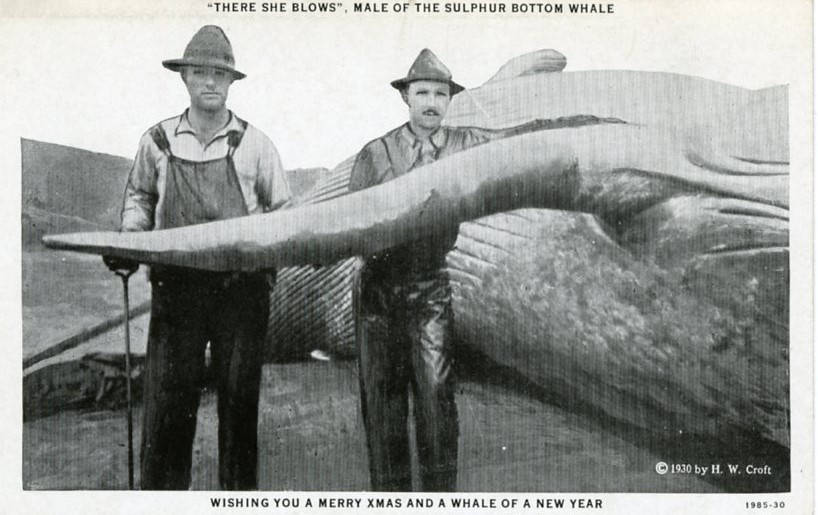
Penis eines Wales

## Anatomie

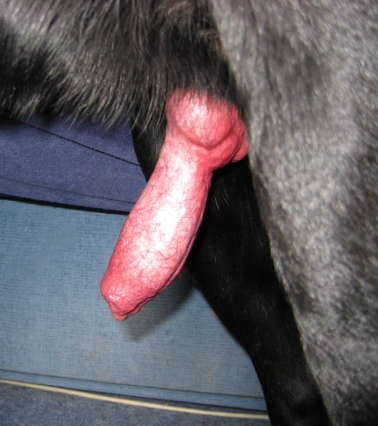
Penis eines Hundes bei dem durch einen Deckakt die Vorhaut vollständig zurückgeschoben wurde

Der Penis enthält drei Schwellkörper. Die zwei Schwellkörper an der Oberseite werden als Penisschwellkörper (Corpora cavernosa penis) bezeichnet. Sie verwachsen median miteinander und sind nur durch ein Septum penis voneinander getrennt. Ein weiterer Schwellkörper, der Harnröhrenschwellkörper (Corpus spongiosum penis), verläuft an der Unterseite und setzt sich in der Eichel als Eichelschwellkörper (Corpus spongiosum glandis) fort. Im Harnröhrenschwellkörper verläuft der Penisteil der Harnröhre. Bei sexueller Erregung füllen sich die Schwellkörper mit Blut, wodurch der Penis größer und hart wird, es kommt zur Erektion („Aufrichtung“, „Versteifung“). Für die Versteifung sind vor allem die Penisschwellkörper verantwortlich.
Der Ursprungsbereich wird als Peniswurzel (Radix penis) bezeichnet. Sie besteht aus dem paarigen Anfangsabschnitt des Penisschwellkörpers – sogenannte „Penisschenkel“ (Crura penis, Sing. Crus penis) – sowie aus dem aufgetriebenen Anfangsabschnitt des Harnröhrenschwellkörpers (Bulbus penis). Sie ist am Becken über Muskeln und Bänder befestigt. Der sich anschließende Penisschaft oder Peniskörper (Corpus penis) geht am vorderen Ende in die Eichel (Glans penis) über. Der Penisschaft ist bei den Säugetieren mit Ausnahme der Primaten unter der Haut im Zwischenschenkelspalt verborgen. Bei Paarhufern ist er s-förmig (Flexura sigmoidea) gebogen.

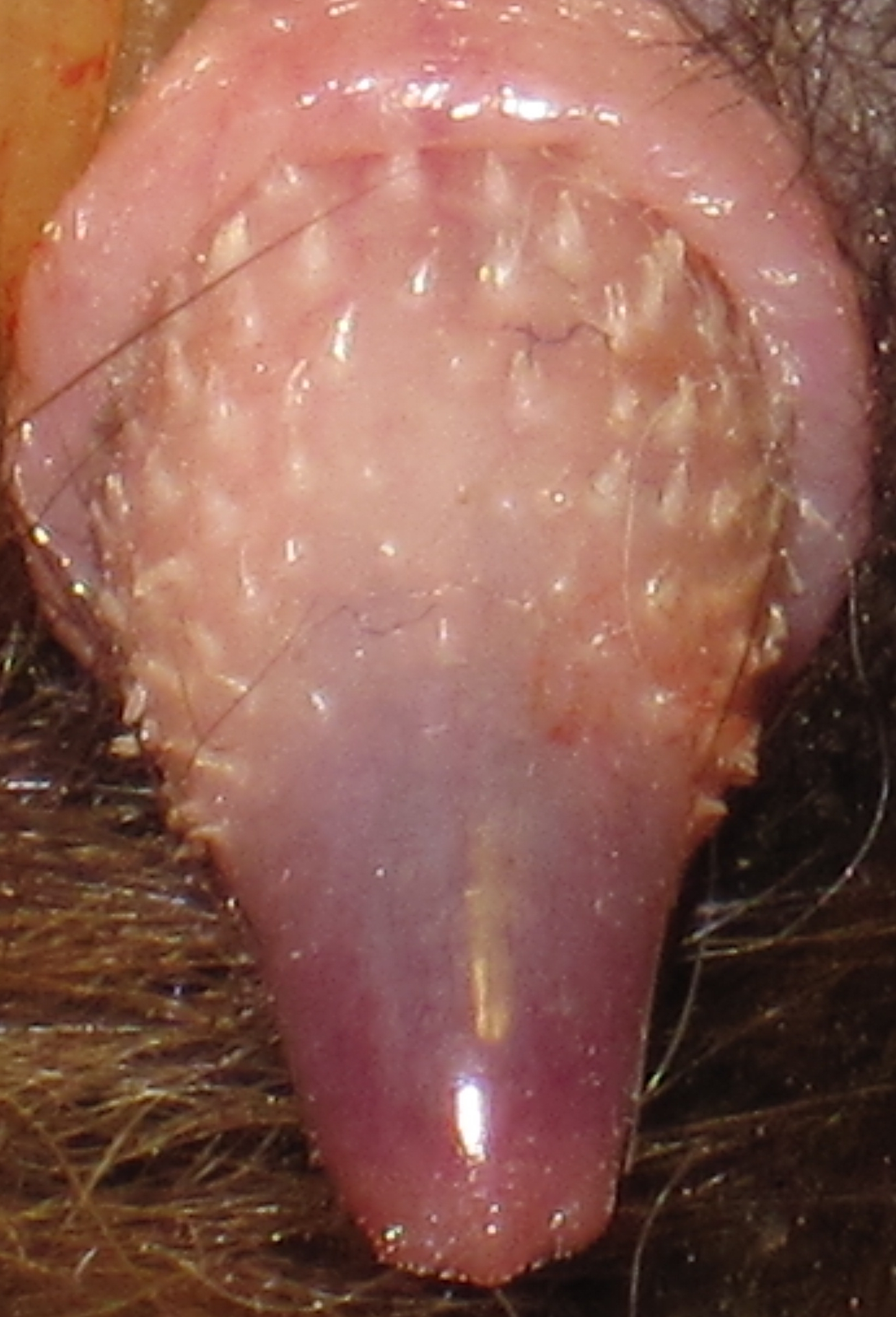
Eichel eines Katers mit Penisstacheln

Die Eichel ist tierartlich verschieden geformt und ist von der Penisvorhaut (Praeputium penis) umgeben. Diese besitzt eine Hautfalte zur Unterseite des Penis, das Vorhautbändchen (Frenulum praeputii). Die Eichel stellt bei den meisten Säugetieren den freien Teil des Penis (Pars libera penis) dar. Das bedeutet, dass nur der Eichelbereich bei der Erektion aus der Vorhaut ausgeschachtet und in die Vagina des Weibchens eingeführt wird. Bei Katzen trägt die Eichel stark verhornte Papillen („Penisstacheln“). Sie üben bei Katzen einen starken Reiz bei der Begattung aus, der auch für die durch den Geschlechtsakt ausgelöste Ovulation verantwortlich ist.
Die Eichel und das innere Blatt der Vorhaut sondern Zellen und Talg ab, welche mit Resten von Urin das Smegma bilden. An der Unterseite des Penis verläuft bis zum Hodensack die Penisnaht.
Die Muskeln des Penis sind der Musculus bulbospongiosus, der Musculus ischiocavernosus und der Musculus retractor penis. Sie verankern ihn am knöchernen Becken, verstärken durch Abschnürung der Abflussvenen und Kompression der Schwellkörper an ihrer Basis die Erektion – insbesondere während der abschließenden Versteifungs-Phase (rigid-erection phase) - und unterstützen die Ejakulation des Spermas durch rhythmische Kontraktionen.
Die Blutversorgung erfolgt über die drei Äste der Arteria penis (Arteria dorsalis penis, Arteria profunda penis und Arteria bulbi penis).
Die sensible Innervation der Eichel erfolgt über den Nervus dorsalis penis, der auch als „Wolllustnerv“ bezeichnet wird. Die Penishaut und die Vorhaut werden über den Ramus genitalis des Nervus genitofemoralis innerviert. Die Schwellkörper und Blutgefäße werden über das vegetative Nervensystem gesteuert. Deren parasympathische Anteile entstammen dem Kreuzabschnitt des Rückenmarks und verlaufen über das Beckengeflecht (Plexus pelvinus). Sie lösen die Erektion aus und werden deshalb auch als Nervi erigentes bezeichnet.

## Penistypen

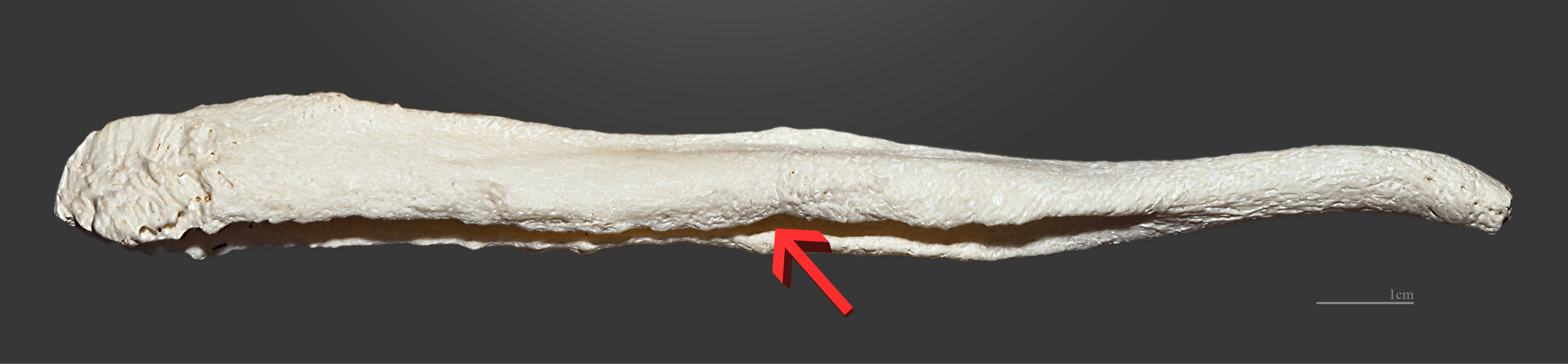
Penisknochen eines Hundes, der Pfeil zeigt auf die an der Unterseite liegende Rinne für die Harnröhre

Prinzipiell unterscheidet man zwei Bautypen:
- kavernöser Penistyp und
- fibroelastischer Penistyp.

Beim kavernösen Penistyp (zum Beispiel Pferde oder auch der Penis des Menschen) ist reichlich Schwellkörpergewebe vorhanden.
Beim fibroelastischen Penis (zum Beispiel Paarhufer) sind die Schwellkörper nur gering entwickelt und mit reichlich Bindegewebe durchsetzt. Bei diesem Typ ist der Penis im Ruhezustand s-förmig gebogen (Flexura sigmoidea) und bei der Erektion wird er durch den Bluteinstrom gestreckt. Dadurch verlängert sich der Penis, wird aber kaum dicker.
Bei manchen Säugetieren (Primaten außer Mensch, Raubtiere, Insektenfresser, Fledertiere) findet sich im Glied ein Penisknochen (Os penis oder Baculum) oder eine Knorpelröhre. Es handelt sich dabei um eine Verknöcherung des Penisschwellkörpers (Corpus cavernosum penis). Harnröhren- und Eichelschwellkörper sind dagegen gut entwickelt, weshalb diese Spezies einem Intermediärtyp mit Merkmalen beider Grundformen zugeordnet werden können.